# Hans-Joachim vom Stein
Hans-Joachim vom Stein (* 11. April 1927 in Langenberg; † 15. Juli 2011 in Wermelskirchen) war ein deutscher Politiker der CDU.

## Ausbildung und Beruf
Hans-Joachim vom Stein besuchte das Gymnasium, an dem er das Abitur ablegte. Er belegte ein Studium der Rechts- und Staatswissenschaften an den Universitäten Marburg an der Lahn und Köln. Er legte das 1. Juristische Staatsexamen ab und war von 1954 bis 1958 Referendar. 1958 erfolgte die große juristische Staatsprüfung und die Promotion zum Dr. jur. Vom Stein war zunächst Anwaltsassessor und ab 1959 Justitiar des Bundes Deutscher Kommunalbeamten und -angestellten, Landesverband Nordrhein-Westfalen.

## Politik
Hans-Joachim vom Stein war Mitglied der CDU und zuvor der Jungen Union. Er war Mitarbeiter des CDU-Kreisverbandes im Rhein-Wupper-Kreis und gehörte sowohl dem Kreistag des Rhein-Wupper-Kreises als auch nach dessen Auflösung zum 1. Januar 1975 des Rheinisch-Bergischen Kreises an. Eine Zeit lang hatte er das Amt des ersten stellvertretenden Landrates inne.
Hans-Joachim vom Stein war vom 23. Juli 1962 bis zum 23. Juli 1966 direkt gewähltes Mitglied des 5. Landtages von Nordrhein-Westfalen für den Wahlkreis 049 Rhein-Wupper-Kreis-Ost.